# Piscine des Vernets
La piscine des Vernets est une piscine située dans le quartier des Vernets, à Genève, en Suisse.

## Présentation
La piscine appartient à la Ville de Genève. Elle se situe au 4, rue Hans-Wilsdorf.
Les installations sont les suivantes : 
- Bassins couverts
  - un bassin olympique de 50 m
  - un bassin non nageur de 25 m
  - une pataugeoire

- Bassins extérieurs (ouverts de mai à septembre selon les conditions météorologiques)
  - un bassin de plongeon avec plateforme de 1 m, 3 m, 5 m, 7,5 m et 10 m
  - une pataugeoire

- Sauna (ouvert de septembre à juin)
- Salle de musculation
- Solarium

En dehors des compétitions sportives, elle est ouverte tous les jours de l'année (sauf Noël et jour de l'An).
Dès le 16 septembre 2019, pour répondre aux attentes du public, la piscine est ouverte en nocturne les lundis et les vendredis jusqu'à 22 heures.

## Clubs résidents
- Genève Natation 1885 (GN 1885)
- Natation sportive Genève (NSG)